# حلف البلقان (1953)
حلف البلقان (باليونانية: Βαлκανικό Σύμφωνο)‏(بالمقدونية: Балкански пакт)(بالصربية الكرواتية: Balkanski pakt / Балкански пакт)(بالسلوفينية: Balkanski pakt)‏(بالتركية: Balkan Paktı)‏ لعام 1953، والمعروفة رسميًا باسم اتفاقية الصداقة والتعاون كانت معاهدة وقعتها اليونان وتركيا ويوغوسلافيا في 28 فبراير 1953 في أنقرة. كان من المفترض أن تكون المعاهدة رادع للتوسع السوفيتي في البلقان، كما نصت على إنشاء هيئة أركان عسكرية مشتركة للدول الثلاث في النهاية. عندما وقعت المعاهدة كانت تركيا واليونان عضوان في منظمة حلف شمال الأطلسي (الناتو) منذ عام أي 18 فبراير 1952، بينما كانت يوغوسلافيا دولة اشتراكية غير منحازة أصبحت فيما بعد عضوًا مؤسسًا لحركة عدم الانحياز. سمح حلف البلقان ليوغوسلافيا بربط نفسها مع حلف شمال الأطلسي بشكل غير مباشر في الشؤون الجيوسياسية. أبدت إسرائيلفي أكتوبر 1954 بعض الاهتمام بالانضمام إلى الحلف على أمل أن تتمكن يوغوسلافيا في التوسط في تطوير العلاقات المصرية الإسرائيلية. ولكن لم تنضم إسرائيل إلى الحلف.

## الخلفية
كانت يوغوسلافيا والاتحاد السوفييتي حليفتين في أعقاب الحرب العالمية الثانية، لكن التعاون الثنائي توقف في عام 1948 بسبب انفصال تيتو وستالين. سارعت يوغوسلافيا إلى إبرام اتفاقيات سياسية ودفاعية مع الدول الغربية خوفًا من الغزو السوفيتي. وقعت الاتفاقية في 28 فبراير 1953. وكانت الخطة تهدف إلى دمج يوغوسلافيا بشكل غير رسمي في النظام الدفاعي الغربي ونظام المساعدات الاقتصادية بسبب التهديدات المتزايدة التي كانت تتلقاها يوغوسلافيا من موسكو.

## الاتفاقية
بدأت الاتفاقيات المتعلقة بإنشاء حلف البلقان بمعاهدة سياسية في أنقرة في فبراير 1953 وانتهت بمعاهدة عسكرية في بليد في أغسطس 1954. تضمنت الاتفاقية 14 مادة لتسوية النزاعات الدولية دون استخدام القوة. ومساعدة الأعضاء بعضهم في حالات الهجوم وتعزيز القدرة الدفاعية. اتفقت الدول على أن يجتمع ممثلو كل دولة مرتين سنويًا حتى عام 1974. كما أبقى الحلف على المعاهدات السابقة للدول الأعضاء مثل معاهدة الصداقة والتعاون وميثاق الأمم المتحدة.

## التأثير
أظهر التحالف الجديد ضعفه منذ البداية لعدة أسباب. منها توفي جوزيف ستالين بعد أيام قليلة من توقيعها. كما بدأت الحكومة السوفيتية الجديدة بقيادة نيكيتا خروتشوف تخفيف انتقاداتها ليوغوسلافيا وتطبيع العلاقات معها. أدت المبادرات اليوغوسلافية تجاه الاتحاد السوفيتي في عامي عامي 1954 و1955 تدريجيًا إلى تغيير وجهات النظر اليوغوسلافية فيما يتعلق بالأهمية العسكرية لحلف البلقان. أظهرت زيارة رئيس الوزراء التركي عدنان مندريس ليوغوسلافيا في مايو 1955، قبل ثلاثة أسابيع فقط من زيارة خروتشوف الفرق بين وجهة النظر اليوغوسلافية والتركية للوضع الدولي. كان مندريس مهتمًا بمجال التعاون في حلف البلقان. كانت يوغوسلافيا مترددة في اتخاذ أي خطوات قد يبدو أنها تعطي أهمية إضافية للجانب العسكري من حلف البلقان.